# Gaston Palewski
Gaston Palewski (Parijs, 20 maart 1901 – Le Val-Saint-Germain, 3 september 1984) was een Frans militair en politicus. De zoon van een industrieel van Poolse afkomst werd opgeleid aan de Sorbonne, de
elitaire École des Sciences Politiques en in Oxford. Hij sprak dan ook voortreffelijk Engels.
Hij was adjudant van maarschalk Hubert Lyautey, de gouverneur van Marokko, secretaris van premier Paul Reynaud en na 1934 een kennis en medestander van Charles de Gaulle.
Na in mei 1940 gevochten te hebben ging hij in augustus naar Londen om zich daar bij de Vrije Fransen aan te sluiten. De anglofiele Palewski werd een onmisbare bemiddelaar tussen de Fransen en de Britten.
Na in Afrika gevochten te hebben werd hij De Gaulles "Directeur du Cabinet" of stafchef. Palewski was onvoorwaardelijk trouw aan De Gaulle en werd zijn "homme de confiance" genoemd. In Parijs begon hij zijn affaire met de Engelse schrijfster Nancy Mitford die hem als de "Duc de Sauveterre" portretteerde in haar romans.
Na de oorlog werd Palewski politicus, hij richtte met De Gaulle de Rassemblement du Peuple Français op en werd parlementslid. Om aan een woedende bedrogen echtgenote te ontsnappen, het gevolg van een van zijn talloze affaires, deed hij in 1957 een beroep op de teruggetrokken levende De Gaulle die ervoor zorgde dat hij ambassadeur in Rome werd. Tot haar teleurstelling liet hij Nancy Mitford die hem naar Parijs gevolgd was achter.
In 1962 werd Palewski minister voor atoomenergie, wetenschappelijk onderzoek en ruimtevaart, een dekmantel voor de ontwikkeling van het Franse kernwapen. Hij was door zijn privéleven omstreden maar zijn onvoorwaardelijke trouw aan De Gaulle hield hem in machtige posities. Hij beëindigde zijn loopbaan als Voorzitter van het Constitutionele Hof (1965-1974).
Hij had altijd geweigerd om met Nancy Mitford, wier liefde nooit werkelijk werd beantwoord, te trouwen omdat zij "niet katholiek en gescheiden" was. Zij moest op een dag in de krant lezen dat hij zich had verloofd met Helen-Violette de Talleyrand-Périgord (1915-2003), Hertogin van Sagan, dochter van de zevende Hertog van Talleyrand.
Ook Helen was protestant en gescheiden, zij was tijdens haar huwelijk met Comte James de Pourtalès al de moeder van een van Palewski's kinderen geworden.
De schatrijke erfgename van Anna Gould en Jay Gould vestigde zich na het huwelijk op 20 maart 1969 met haar tweede echtgenoot op het Château de Marais.
In 1966 was Palewski een van de oprichters van het elitaire Comité Français pour la Sauvegarde de Venise. Hij was betrokken bij de restauratie van de Ala Napoleonica aan de Piazza San Marco in Venetië.
Palewski stierf op 83-jarige leeftijd, mogelijk aan de gevolgen van berylliose, veroorzaakt door blootstelling aan berylliumoxide dat deel uitmaakt van kernwapens. Hij werd in Parijs begraven op het cimetière de Passy.

## Onderscheidingen
Palewski kwam door zijn staat van dienst in oorlog- en vredestijd in aanmerkingen voor een aantal van de hoogste Franse onderscheidingen. Hij was:
- Grootkruis in het Legioen van Eer[5]
- Compagnon de la Libération op 17 januari 1946[5]

Drager van:
- Het Croix de Guerre 1939-1945[5]
- De Koloniale Medaille met gesp “Éthiopie”[5]
- Het Kruis voor Vrijwillige Strijders 39/45[5]
- Het Grootkruis in de Orde van Verdienste van de Republiek Italië op 16 juni 1959[6]
- Oorlogskruis 1940-1945
- Grootkruis in de Kroonorde
- Grootkruis in de Orde van de Ster van Ethiopië
- Sherifien Orde van Militaire Verdienste

Palewski was Lid van het Institut, en wel van de Académie des sciences morales et politiques en de begaafde schilder was ook lid van de Académie des Beaux-Arts en hoofdredacteur van het Revue des deux Mondes.

## Publicaties
Zijn boeken hebben weinig succes gekend. Hij publiceerde memoires en herinneringen.
- L'Europe dans ses rapports avec l'ONU et les autres organismes internationaux, Nancy 1952
- L'Atome, notre destin, Paris 1955
- Hier et aujourd'hui: 1974, Paris 1975
- Mémoires d’action, 1924-1974, Paris 1988